# زمین ورزشی

مقایسه فضای بازی برای ورزش‌های گوناگون با مقیاس

زمین ورزشی (به انگلیسی: sports ground) یک منطقه بازی در فضای باز برای ورزش‌های گوناگون است. اصطلاح زمین (Pitch) بیشتر در انگلیسی بریتانیایی استفاده می‌شود، در حالی که اصطلاح مشابه در انگلیسی استرالیایی، آمریکایی و کانادایی زمین بازی (playing field) یا زمین ورزشی (sports field) است.